# Степанович, Степа

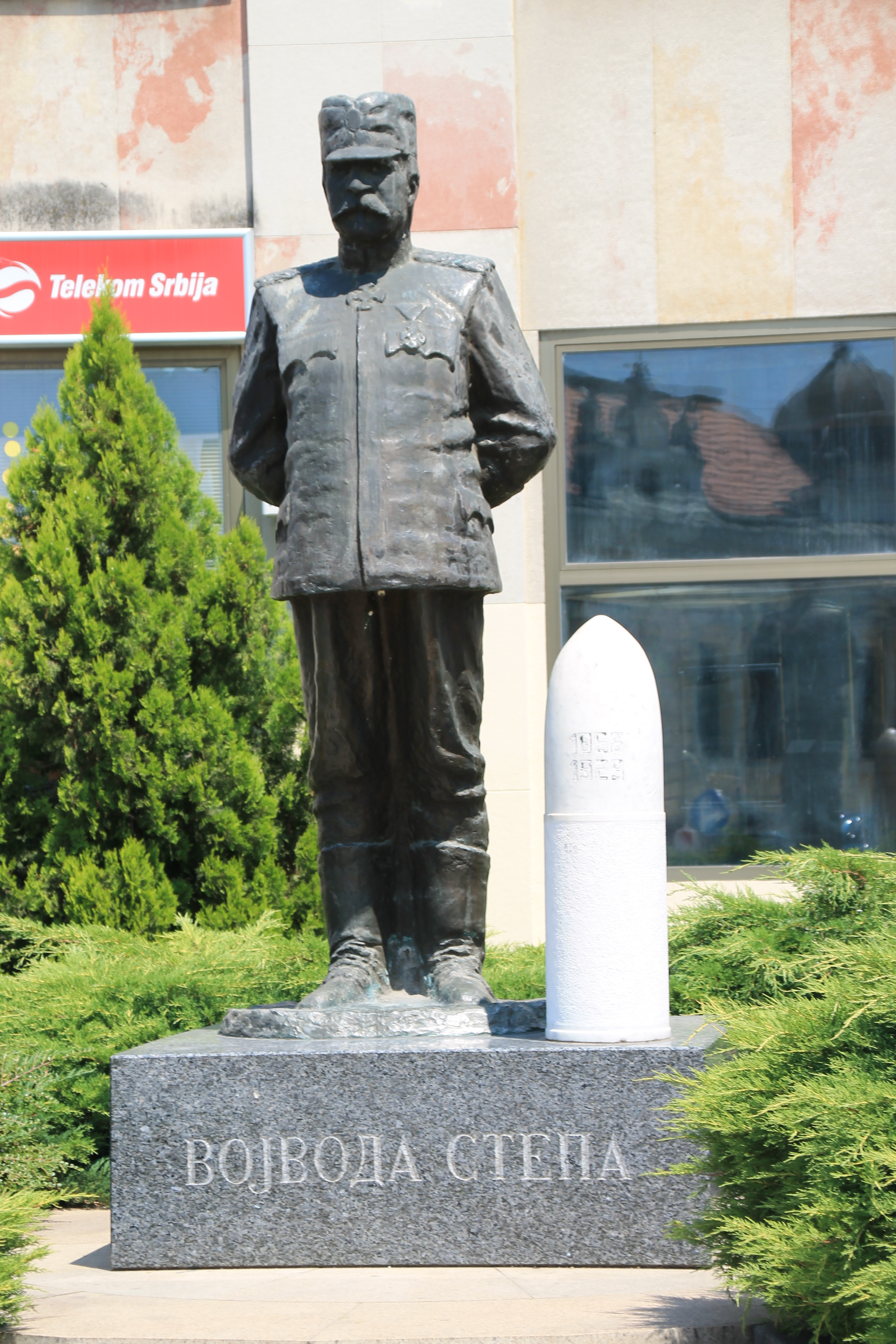
Памятник в Белграде на улице воеводы Степы, в районе Кумодраж

Сте́па Степа́нович (серб. Степа Степановић, 12 марта 1856, деревня Кумодраж, близ Белграда — 29 апреля 1929, Чачак) — сербский полководец, воевода.

## Биография
Родился 12 марта 1856 года.
1876 год — Белградская артиллерийская школа.
В период войны сербов и черногорцев против турок командовал ротой.
Во время Русско-Турецкой войны 1877—1878 — командир батальона Народного войска.
В 1883—1884 годах — адъютант пехотного полка; в 1884—1886 годах — командир роты пехотного полка.
Во время войны 1885 года — командир чета Шумадийской дивизии.
В 1886—1888 годах был — прикомандирован к Генеральному штабу. В 1888—1889 годах — адъютант начальника Генерального штаба; в 1889—1895 годах — начальник штаба дивизионной области.
В 1892—1893 и 1895—1896 годах был командиром пехотного батальона.
1893—1895 годы — начальник штаба дивизионной области; 1896—1897 годы — начальник отдела общевойскового отделения Военного министерства.
1897—1898 годы — командир пехотного полка.
1898—1899 годы — начальник штаба командования действующей армии; 1899—1900 годы — начальник Общего отделения Военного министерства.
1900—1902 годы — командир пехотной бригады.
1902 год — помощник начальника штаба командования действующей армии.
1902—1903 годы — помощник начальника Главного Генштаба.
1903 год — начальник общевойскового отделения Военного министерства.
1903—1908 годы — командир Шумадисской дивизионной области.
1908 и 1912 годы — военный министр.
1909—1912 годы — командующий Моравской, затем Дринской дивизионными областями.
Во время Балканских войн 1912—1913 годов — командующий 2-й армией.
Во время Первой мировой войны: заместитель начальника штаба Верховного командования, командующий 2-й армией
Во время боёв 15-24 августа 1914 года его войска нанесли поражение VIII и части XIII корпусов 5-й австро-венгерской армии и отбросили их на территорию Австро-Венгрии.
В 1914 году Степа Степанович, вторым по счёту, был удостоен чина воеводы (соответствующее званию фельдмаршала).
В начале 1916 года командовал 2-я армией и Тимошскими войсками. Руководил боевыми действиями против 1-й болгарской армии и совершил свой знаменитый Лесковацкий манёвр. Вывел части армии на остров Корфу.
Руководил действиями армии на Салоникском фронте, наступая на главном направлении, принял капитуляцию болгарской армии.
Возглавлял армии до их преобразования в 1919 году во 2-й армейский отдел. С 1919 года находился — в резерве.
Умер 29 апреля 1929 года.

## Награды
- Орден Звезды Карагеоргия
- Орден Таковского креста

## Память
- В Белграде ряд топонимов носят имя Степановича, а именно — улица воеводы Степы[3], а также микрорайон.
- В общине Кумодраж[серб.] (ныне часть муниципалитета Вождовац) многие объекты связаны наименованием с воеводой Степановичем — микрорайон, школы, даже некоторые торговые организации. Так же в разных частях Сербии есть школы, носящие имя Степы Степановича.
- Село «Воевода Степа», близ границы с Румынией и скульптурный бюст воеводе в нём[4].
- Родной дом воеводы мемориализирован, как музей.
- Памятник, установленный в общине Кумодраж, неподалёку от родного дома воеводы.
- В 1989 году в Югославии была отчеканена плакета 70-летия Колубарской и Церской битв (серб. Plaketa 70-godišnice Kolubarske i Cerske bitke) с изображением всех четырёх воевод сербской армии — Радомира Путника, Степы Степановича, Живоина Мишича и Петара Бойовича[5].
- В 2004 году в Сербии и Черногории была отчеканена памятная медаль Церской битвы (серб. Spomen medalja Cerske bitke) с изображениями тех же четырёх воевод[6].